# Cerva CE-75
Die Cerva CE-75 Silene ist ein als Schulflugzeug konzipiertes Segelflugzeug des französischen Herstellers Cerva. Das Flugzeug erhielt die französische Musterzulassung Anfang 1978 und kurze Zeit später begann die Produktion mit zwei Exemplaren pro Monat.

## Geschichte
1972 gründete der französische Flugzeugbauer Wassmer Aviation zusammen mit Siren SA das Joint-Venture-Unternehmen Consortium Europeén de Réalisation et de Ventes d’Avions (CERVA), um gemeinsam Flugzeuge zu bauen. Bei dieser Zusammenarbeit entstand auch die Cerva CE-75. Die Entwicklung des Modells, das für die Pilotenausbildung konzipiert wurde, startete am 1. Januar 1972 und am 1. Februar 1973 begann der Bau des Prototyps. Am 2. Juli 1974 erfolgte schließlich der Jungfernflug und 
am 3. Februar 1978 erhielt das Flugzeug die französische Musterzulassung. Bis zum Frühjahr 1978 waren vierzig Bestellungen für die CE-75 eingegangen und sechs Exemplare gebaut worden. Nachdem Wassmer Aviation Anfang 1978 aufgrund von Insolvenz aufgelöst worden war, gründete SIREN die Societe Issoire und baute das Flugzeug unter der Bezeichnung Siren E-75 weiter.

## Konstruktion
Die CE-75 ist ein freitragender Mitteldecker aus glasfaserverstärktem Kunststoff in Sandwichbauweise. Die Tragflächen haben eine Spannweite von achtzehn Metern und weisen ein Profil des Typs Bertin E55-166 auf. Auf Flügelober- und Unterseite sind Schempp-Hirth-Luftbremsen angebracht. 
Das Cockpit, das optional mit einer Sauerstoffversorgung ausgerüstet werden kann, weist zwei Sitze auf, die leicht versetzt nebeneinander angebracht sind, um den Rumpf so schmal wie möglich zu halten. Die Cockpithaube öffnet nach Steuerbord und ist abwerfbar.
Das Fahrwerk besteht aus einem einzigen Hauptrad, das bei den ersten sechs gebauten Exemplaren einziehbar ist. Optional kann aber auch ein starres Fahrwerk eingebaut werden. 

## Versionen
Cerva CE-75 Silene
Ursprüngliche Version
Siren E-75 Silene
Bezeichnung der von der Societe Issoire gefertigten Exemplare
E-78(B) Silene
Version mit mehr Platz im Cockpit durch größere Cockpithaube und geringfügig größere Breite. Die B-Version besitzt ein starres statt eines einziehbaren Fahrwerk.
I-79
Version mit Tragflächen aus CFK und Wasserballasttanks sowie hydraulisch betätigten Klappen, Luftbremsen und Einziehfahrwerk.

## Technische Daten
| Kenngröße             | Daten    |
| --------------------- | -------- |
| Besatzung             | 1        |
| Passagiere            | 1        |
| Länge                 | 7,95 m   |
| Spannweite            | 18 m     |
| Höhe                  | 1,5 m    |
| Flügelfläche          | 18 m²    |
| Flügelstreckung       | 18,0     |
| Gleitzahl             | 38       |
| Geringstes Sinken     | 0,6 m/s  |
| Leermasse             | 320 kg   |
| max. Startmasse       | 540 kg   |
| Höchstgeschwindigkeit | 245 km/h |